# Pressió positiva al final de l'expiració
La pressió positiva al final de l'expiració (sovint abreviada per PEEP: Positive end-expiratory pressure) és una pressió als pulmons (pressió alveolar) per sobre de la pressió atmosfèrica (la pressió fora del cos) que existeix al final de l'expiració. Els dos tipus de PEEP són la PEEP extrínseca (PEEP aplicada per un ventilador) i la PEEP intrínseca (PEEP causada per una exhalació incompleta).